# Giải đua ô tô Công thức 1 Hungary 2023
Giải đua ô tô Công thức 1 Hungary 2023 (tên chính thức là Formula 1 Qatar Airways Hungarian Grand Prix 2023) là một chặng đua Công thức 1 được tổ chức vào ngày 16 tháng 7 năm 2023 tại trường đua Hungaroring ở Mogyoród, Hungary, và là chặng đua thứ 11 của giải đua xe Công thức 1 2023.

## Bối cảnh

### Bảng xếp hạng trước cuộc đua
Sau giải đua ô tô Công thức 1 Anh, Max Verstappen tiếp tục dẫn đầu trước Sergio Pérez (156 điểm) và Fernando Alonso (137 điểm) trong bảng xếp hạng các tay đua với 255 điểm. Trong bảng xếp hạng các đội đua, Red Bull Racing tiếp tục dẫn đầu trước Mercedes (205 điểm) và Aston Martin (181 điểm) với 411 điểm.

### Thay đổi tay đua
Trước khi giải đua ô tô Công thức 1 Hungary diễn ra, Daniel Ricciardo quay trở lại Công thức 1 sau khi anh thay thế Nyck de Vries tại AlphaTauri.

### Quy định sử dụng bộ lốp
Số lượng các bộ lốp đã được giảm xuống từ 13 xuống còn 11 sau khi quy định mới liên quan đến việc sử dụng bộ lốp đã được áp dụng tại chặng đua này với mục đích sử dụng lốp một cách bền vững hơn. Việc sử dụng các bộ lốp trong vòng phân hạng được áp dụng như sau: bộ lốp cứng (hard) tại Q1, bộ lốp trung bình (medium) tại Q2 và bộ lốp mềm (soft) tại Q3.

### Lựa chọn bộ lốp
Nhà cung cấp lốp xe Pirelli cung cấp các bộ lốp hạng C3, C4 và C5 (được chỉ định lần lượt là cứng, trung bình và mềm) để các đội sử dụng tại sự kiện này.

## Tường thuật

### Buổi tập
Trong buổi tập đầu tiên với điều kiện thời tiết mưa ướt, George Russell lập thời gian nhanh nhất với 1:38,795 phút trước Oscar Piastri và Lance Stroll. Buổi tập này bị gián đoạn do cú va chạm của Sergio Pérez với hàng rào đường đua do mất lái ở giai đoạn đầu tiên của buổi tập.
Trong buổi tập thứ hai, Charles Leclerc lập thời gian nhanh nhất với 1:17,686 phút trước Lando Norris và Pierre Gasly. Buổi tập này diễn ra với điều kiện thời tiết khô ráo.
Trong buổi tập thứ ba, Lewis Hamilton lập thời gian nhanh nhất với 1:17,811 phút trước Max Verstappen và Sergio Pérez.

### Vòng phân hạng
Vòng phân hạng bao gồm ba phần với thời gian chạy 45 phút. Trong phần đầu tiên (Q1), các tay đua có 18 phút để tiếp tục tham gia phần thứ hai vòng phân hạng. Tất cả các tay đua đạt được thời gian trong phần đầu tiên với thời gian tối đa 107% thời gian nhanh nhất được phép tham gia cuộc đua. 15 tay đua nhanh nhất trong Q1 lọt vào Q2. Ở Q1, tất cả các tay đua chỉ được phép sử dụng bộ lốp cứng. Chu Quán Vũ là tay đua nhanh nhất trong Q1. Sau khi Q1 kết thúc, cả hai tay đua Williams, Russell, Yuki Tsunoda và Kevin Magnussen bị loại.
Phần thứ hai (Q2) kéo dài 15 phút và mười tay đua nhanh nhất của phần này đi tiếp vào phần thứ ba của vòng phân hạng. Ở Q2, tất cả các tay đua chỉ được phép sử dụng bộ lốp trung bình. Norris là tay đua nhanh nhất trong Q2. Sau khi Q2 kết thúc, Carlos Sainz Jr., cả hai tay đua Alpine, Daniel Ricciardo và Lance Stroll bị loại.
Phần cuối cùng (Q3) kéo dài mười hai phút, trong đó mười vị trí xuất phát đầu tiên được xác định sẵn. Hamilton giành được vị trí pole với thời gian nhanh nhất là 1:16,609 phút trước Verstappen và Norris. Anh chính thức giành được vị trí pole thứ 104 của mình và đây cũng là vị trí pole đầu tiên của anh kể từ chặng đua GP Ả Rập Xê Út 2021. Ngoài ra, anh cũng lập kỷ lục khi trở thành tay đua có nhiều vị trí pole nhất tại một trường đua sau khi giành được vị trí pole lần thứ chín tại trường đua Hungaroring. Đối với Chu Quán Vũ, vị trí thứ năm là kết quả vòng phân hạng tốt nhất trong sự nghiệp Công thức 1 của anh cho đến nay.

### Cuộc đua
Sau khi cuộc đua bắt đầu, Verstappen đã vượt qua Hamilton ở góc cua số 1 và chiếm lấy vị trí dẫn đầu một cách thoải mái cho đến khi cuộc đua kết thúc. Cũng tại góc cua số 1, cả hai tay đua Alpine, Pierre Gasly và người chiến thắng cuộc đua vào năm 2021 Esteban Ocon, đã va chạm với nhau và phải bỏ cuộc sau đó do xe hỏng. Vụ va chạm của họ được gây ra bởi màn xuất phát tồi của Chu Quán Vũ và điều đó khiến anh đâm vào đuôi xe của Ricciardo vào Ocon. Ocon không kịp thời phản ứng nhanh cho nên anh va chạm với Gasly. Sau vụ va chạm đó, Ricciardo tụt xuống vị trí thứ 18 và cuối cùng.
Vài vòng sau đó, giai đoạn thay lốp đã làm xáo trộn thứ tự cuộc đua. Pérez ra ngoài làn pit ở vị trí thứ hai sau Verstappen, tay đua đang dẫn đầu một cách thoải mái. Verstappen vào làn pit và giữ vị trí dẫn đầu. Charles Leclerc bị tấn công bởi Lance Stroll và Carlos Sainz Jr. nhưng Stroll đã tụt lại phía sau khi Fernando Alonso vượt qua anh ta. Sau khi Pérez vào làn pit để thay lốp, Lando Norris đứng ở vị trí thứ hai. Trong suốt cuộc đua, Pérez đã sớm vượt qua đồng đội của Norris là Piastri để giành vị trí thứ tư bằng một cú vượt khiến tay đua người Úc của McLaren chệch khỏi mặt đường đua và lao vào bãi cỏ. Ngay sau đó, Hamilton đã vượt qua Piastri để giành vị trí thứ tư nhưng không thể đuổi kịp Pérez. Trong khi đó, Leclerc vượt quá giới hạn tốc độ trong làn pit và nhận một án phạt 5 giây.
Sau khi cuộc đua kết thúc, Verstappen giành chiến thắng với khoảng cách 33 giây trước Norris và Pérez. Với chiến thắng này, Red Bull phá kỷ lục mới về số chiến thắng liên tiếp nhiều nhất của một đội đua sau khi vượt qua kỷ lục 11 chiến thắng liên tiếp của McLaren từ năm 1988. Các tay đua còn lại ghi điểm trong cuộc đua này là Hamilton, Piastri, Russell, Leclerc, Sainz jr., Alonso và Stroll.

## Kết quả

### Vòng phân hạng
| Vị trí                   | Số xe | Tay đua          | Đội đua                      | Q1       | Q2       | Q3       | Vị trí xuất phát |
| ------------------------ | ----- | ---------------- | ---------------------------- | -------- | -------- | -------- | ---------------- |
| 1                        | 1     | Lewis Hamilton   | Mercedes                     | 1:18,577 | 1:17,427 | 1:16,609 | 1                |
| 2                        | 16    | Max Verstappen   | Red Bull Racing-Honda RBPT   | 1:18,318 | 1:17,547 | 1:16,612 | 2                |
| 3                        | 55    | Lando Norris     | McLaren-Mercedes             | 1:18,697 | 1:17,328 | 1:16,694 | 3                |
| 4                        | 4     | Oscar Piastri    | McLaren-Mercedes             | 1:18,464 | 1:17,571 | 1:16,905 | 4                |
| 5                        | 44    | Chu Quán Vũ      | Alfa Romeo-Ferrari           | 1:18,143 | 1:17,700 | 1:16,971 | 5                |
| 6                        | 18    | Charles Leclerc  | Ferrari                      | 1:18,440 | 1:17,580 | 1:16,992 | 6                |
| 7                        | 14    | Valtteri Bottas  | Alfa Romeo-Ferrari           | 1:18,775 | 1:17,563 | 1:17,034 | 7                |
| 8                        | 27    | Fernando Alonso  | Aston Martin Aramco-Mercedes | 1:18,580 | 1:17,701 | 1:17,035 | 8                |
| 9                        | 10    | Sergio Pérez     | Red Bull Racing-Honda RBPT   | 1:18,360 | 1:17,675 | 1:17,045 | 9                |
| 10                       | 23    | Nico Hülkenberg  | Haas-Ferrari                 | 1:18,695 | 1:17,652 | 1:17,186 | 10               |
| 11                       | 63    | Carlos Sainz Jr. | Ferrari                      | 1:18,393 | 1:17,703 | –        | 11               |
| 12                       | 31    | Esteban Ocon     | Alpine-Renault               | 1:18,854 | 1:17,841 | –        | 12               |
| 13                       | 81    | Daniel Ricciardo | AlphaTauri-Honda RBPT        | 1:18,906 | 1:18,002 | –        | 13               |
| 14                       | 77    | Lance Stroll     | Aston Martin Aramco-Mercedes | 1:18,782 | 1:18,144 | –        | 14               |
| 15                       | 11    | Pierre Gasly     | Alpine-Renault               | 1:18,743 | 1:18,217 | –        | 15               |
| 16                       | 22    | Alexander Albon  | Williams-Mercedes            | 1:18,917 | –        | –        | 16               |
| 17                       | 24    | Yuki Tsunoda     | AlphaTauri-Honda RBPT        | 1:18,919 | –        | –        | 17               |
| 18                       | 2     | George Russell   | Mercedes                     | 1:19,027 | –        | –        | 18               |
| 19                       | 20    | Kevin Magnussen  | Haas-Ferrari                 | 1:19,206 | –        | –        | 19               |
| 20                       | 21    | Logan Sargeant   | Williams-Mercedes            | 1:19,248 | –        | –        | 20               |
| Thời gian 107%: 1:23,613 |       |                  |                              |          |          |          |                  |

### Cuộc đua
| Vị trí                                                                                        | Số xe | Tay đua          | Đội đua                      | Số vòng | Thời gian/ Bỏ cuộc | Vị trí xuất phát | Số điểm |
| --------------------------------------------------------------------------------------------- | ----- | ---------------- | ---------------------------- | ------- | ------------------ | ---------------- | ------- |
| 1                                                                                             | 1     | Max Verstappen   | Red Bull Racing-Honda RBPT   | 70      | 1:38:08,634        | 2                | 261     |
| 2                                                                                             | 4     | Lando Norris     | McLaren-Mercedes             | 70      | + 33,731           | 3                | 18      |
| 3                                                                                             | 11    | Sergio Pérez     | Red Bull Racing-Honda RBPT   | 70      | + 37,603           | 9                | 15      |
| 4                                                                                             | 44    | Lewis Hamilton   | Mercedes                     | 70      | + 39,134           | 1                | 12      |
| 5                                                                                             | 81    | Oscar Piastri    | McLaren-Mercedes             | 70      | + 1:02,572         | 4                | 10      |
| 6                                                                                             | 63    | George Russell   | Mercedes                     | 70      | + 1:05,825         | 18               | 8       |
| 7                                                                                             | 16    | Charles Leclerc  | Ferrari                      | 70      | + 1:10,3172        | 6                | 6       |
| 8                                                                                             | 55    | Carlos Sainz Jr. | Ferrari                      | 70      | + 1:11,073         | 11               | 4       |
| 9                                                                                             | 14    | Fernando Alonso  | Aston Martin Aramco-Mercedes | 70      | + 1:15,709         | 8                | 2       |
| 10                                                                                            | 18    | Lance Stroll     | Aston Martin Aramco-Mercedes | 69      | + 1 vòng           | 14               | 1       |
| 11                                                                                            | 23    | Alexander Albon  | Williams-Mercedes            | 69      | + 1 vòng           | 16               |         |
| 12                                                                                            | 77    | Valtteri Bottas  | Alfa Romeo-Ferrari           | 69      | + 1 vòng           | 7                |         |
| 13                                                                                            | 3     | Daniel Ricciardo | AlphaTauri-Honda RBPT        | 69      | + 1 vòng           | 13               |         |
| 14                                                                                            | 27    | Nico Hülkenberg  | Haas-Ferrari                 | 69      | + 1 vòng           | 10               |         |
| 15                                                                                            | 22    | Yuki Tsunoda     | AlphaTauri-Honda RBPT        | 69      | + 1 vòng           | 17               |         |
| 16                                                                                            | 24    | Chu Quán Vũ      | Alfa Romeo-Ferrari           | 69      | + 1 vòng           | 5                |         |
| 17                                                                                            | 20    | Kevin Magnussen  | Haas-Ferrari                 | 69      | + 1 vòng           | 19               |         |
| 183                                                                                           | 2     | Logan Sargeant   | Williams-Mercedes            | 67      | Tăng nhiệt         | 20               |         |
| Bỏ cuộc                                                                                       | 31    | Esteban Ocon     | Alpine-Renault               | 2       | Hỏng xe do va chạm | 12               |         |
| Bỏ cuộc                                                                                       | 10    | Pierre Gasly     | Alpine-Renault               | 1       | Hỏng xe do va chạm | 15               |         |
| Vòng đua nhanh nhất: Max Verstappen (Red Bull Racing-Honda RBPT) – 1:20,504 (vòng đua thứ 53) |       |                  |                              |         |                    |                  |         |
| Tay đua xuất sắc nhất cuộc đua: Sergio Pérez (Red Bull Racing-Honda RBPT), 20,7% số phiếu bầu |       |                  |                              |         |                    |                  |         |

Chú thích:
- ^1  – Bao gồm một điểm cho vòng đua nhanh nhất.[16]
- ^2  – Charles Leclerc về đích ở vị trí thứ 6 nhưng nhận một án phạt 5 giây vì vượt tốc độ ở làn pit. Án phạt này khiến anh bị tụt xuống vị trí thứ 7.[17]
- ^3  – Logan Sargeant được xếp hạng do hoàn thành hơn 90% của cuộc đua.[17]

## Bảng xếp hạng sau cuộc đua

### Bảng xếp hạng các tay đua
| Vị trí | Tay đua          | Đội đua                      | Số điểm | Thay đổi vị trí |
| ------ | ---------------- | ---------------------------- | ------- | --------------- |
| 1      | Max Verstappen   | Red Bull Racing-Honda RBPT   | 281     | +/-0            |
| 2      | Sergio Pérez     | Red Bull Racing-Honda RBPT   | 171     | +/-0            |
| 3      | Fernando Alonso  | Aston Martin Aramco-Mercedes | 139     | +/-0            |
| 4      | Lewis Hamilton   | Mercedes                     | 133     | +/-0            |
| 5      | George Russell   | Mercedes                     | 90      | 1               |
| 6      | Carlos Sainz Jr. | Ferrari                      | 87      | 1               |
| 7      | Charles Leclerc  | Ferrari                      | 80      | +/-0            |
| 8      | Lando Norris     | McLaren-Mercedes             | 60      | 1               |
| 9      | Lance Stroll     | Aston Martin Aramco-Mercedes | 45      | 1               |
| 10     | Esteban Ocon     | Alpine-Renault               | 31      | +/-0            |

- Lưu ý: Chỉ có mười vị trí đứng đầu được liệt kê trong bảng xếp hạng này.

### Bảng xếp hạng các đội đua
| Vị trí | Đội đua                      | Số điểm | Thay đổi vị trí |
| ------ | ---------------------------- | ------- | --------------- |
| 1      | Red Bull Racing-Honda RBPT   | 452     | +/-0            |
| 2      | Mercedes                     | 223     | +/-0            |
| 3      | Aston Martin Aramco-Mercedes | 184     | +/-0            |
| 4      | Ferrari                      | 167     | +/-0            |
| 5      | McLaren-Mercedes             | 87      | +/-0            |
| 6      | Alpine-Renault               | 47      | +/-0            |
| 7      | Williams-Mercedes            | 11      | +/-0            |
| 8      | Haas-Ferrari                 | 11      | +/-0            |
| 9      | Alfa Romeo-Ferrari           | 9       | +/-0            |
| 10     | AlphaTauri-Honda RBPT        | 2       | +/-0            |